# Momordica multiflora
Momordica multiflora är en gurkväxtart som beskrevs av Joseph Dalton Hooker. Momordica multiflora ingår i släktet Momordica och familjen gurkväxter. Inga underarter finns listade i Catalogue of Life.